# Zajścia antyserbskie w Sarajewie (1914)
Zajścia antyserbskie w Sarajewie − seria gwałtownych antyserbskich wystąpień, jakie miały miejsce w Sarajewie w dniach 28 i 29 czerwca 1914 roku,  po zamachu, w wyniku którego zginął arcyksiążę Franciszek Ferdynand Habsburg i jego żona Zofia. Zamieszki, odbywające się za cichym przyzwoleniem austro-węgierskich władz, stały się przyczyną przyszłych podziałów etnicznych, bez precedensu w dziejach miasta. W wyniku zajść zginęło dwóch Serbów, wielu napadnięto i pobito, a liczne domy, sklepy, warsztaty i biura serbskie zostały zburzone lub zdewastowane i obrabowane.

## Tło wydarzeń

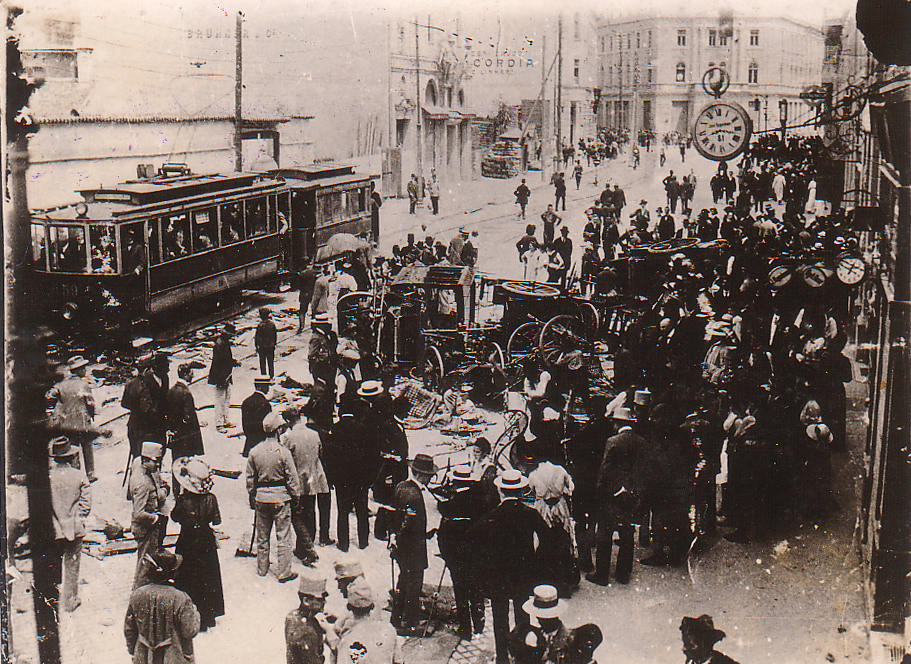
Gapie wokół zniszczone dobytku Serbów w Sarajewie 29 czerwca

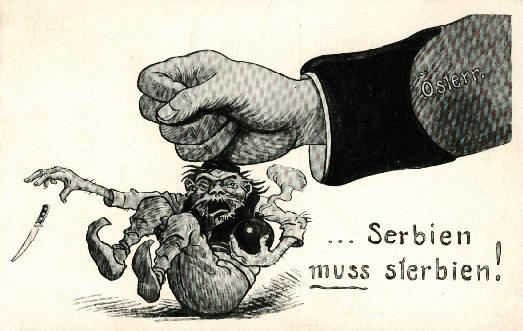
Serbien muss sterbien! („Serbia musi umrzeć!”), austro-węgierska karykatura propagandowa wydawana po zamachu w Sarajewie.

Zgodnie z postanowieniami kongresu berlińskiego z roku 1878 Austro-Węgry otrzymały pod „tymczasową opiekę” Bośnię z Hercegowiną (anektowane w roku 1908). Spotkało się to z niezadowoleniem Serbii, która również rościła pretensje do tego terenu (zamieszkanego przez wielu rdzennych Serbów) i coraz śmielej sięgała po miano „Bałkańskiego Piemontu”. Tym samym z wasala monarchii habsburskiej stała się − po zamordowaniu króla Aleksandra I w 1903 roku i dojściu do głosu elementów nacjonalistycznych i panslawistycznych − jej zdecydowanym wrogiem. Protektorat nad Serbią roztoczyła teraz Rosja, która jednak − osłabiona skutkiem wojny z Japonią i rewolucji 1905 roku − nie mogła wesprzeć jej ani militarnie, ani gospodarczo. Ostatecznie tzw. kryzys bośniacki zakończył się oficjalnym uznaniem przez Rosję aneksji Bośni i Hercegowiny (23 marca 1909). Osamotniona Serbia uczyniła to 31 marca 1909 roku, kiedy poseł serbski w Wiedniu oświadczył, że aneksja Bośni w niczym nie naruszyła praw Serbii. Ponadto Serbia zobowiązywała się utrzymywać z Austro-Węgrami stosunki dobrosąsiedzkie.
Jednak wojny bałkańskie lat 1912-1913 całkowicie zmieniły sytuację polityczną. Serbia znów poczuła się na tyle silna, że zaostrzyła swoją antyhabsburską politykę, a narastające zawirowania w „bałkańskim kotle” i ich światowe reperkusje były czynnikami pchającymi mocarstwa europejskie w kierunku wojny światowej.
Po zamachu na arcyksięcia Franciszka Ferdynanda, którego dokonał Gavrilo Princip, bośniacki Serb, terrorysta z tajnej organizacji „Czarna Ręka”, w Austro-Węgrzech nastąpił gwałtowny wzrost antyserbskich nastrojów, co zaowocowało wybuchami niekontrolowanego gniewu. W noc po zamachu w wielu prowincjach imperium miały miejsce antyserbskie manifestacje i pogromy, przy czym do najgwałtowniejszych wystąpień doszło na obszarze dzisiejszej Bośni i Hercegowiny i Chorwacji. 
Zajścia rozpoczęły się natychmiast po zamachu i trwały kilka dni. Podburzał do nich Oskar Potiorek, austro-węgierski gubernator prowincji. Do pierwszych antyserbskich demonstracji doszło po południu 28 czerwca w Zagrzebiu. Następnego dnia demonstracje przekształciły się w zamieszki mające pewne cechy pogromu. Lokalne władze i policja nie reagowały.

## Pogrom w Sarajewie

### 28 czerwca

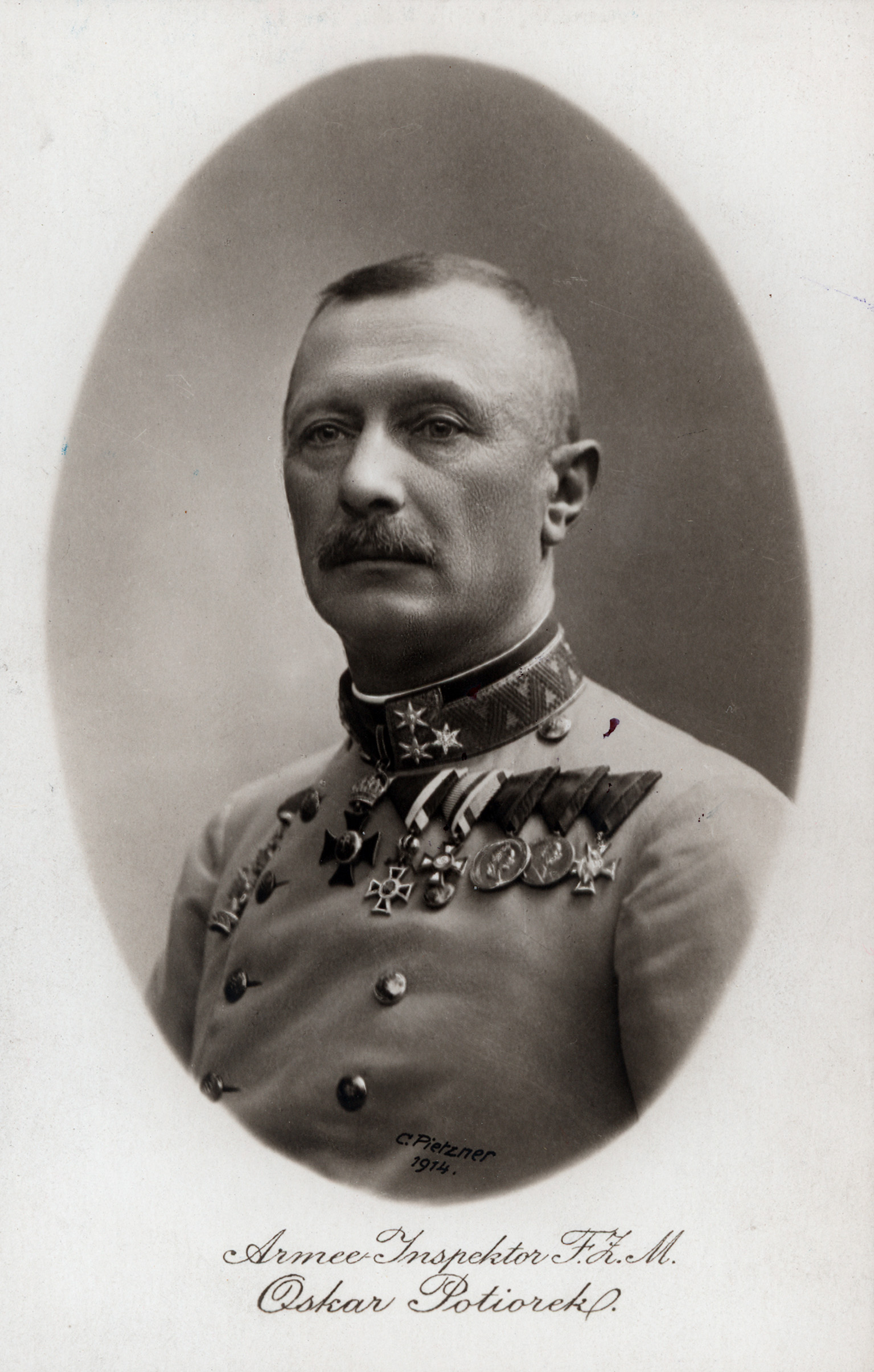
Gubernator Bośni i Hercegowiny Oskar Potiorek

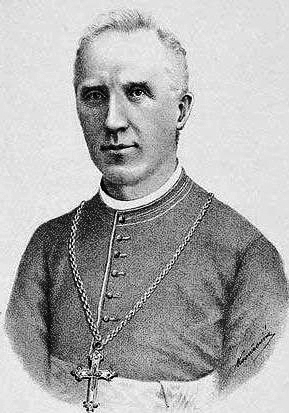
Biskup Josip Štadler

Antyserbskie demonstracje w Sarajewie rozpoczęły się również 28 czerwca, ale nieco później niż w Zagrzebiu. Wzburzony tłum Chorwatów i bośniackich muzułmanów zgromadził się przed pałacem biskupa-metropolity Bośni, Josipa Stadlera, mieszczącym się przy Katedrze Serca Jezusowego, a następnie, około godz. 22, grupa licząca około 200 osób zaatakowała i zdemolowała „Hotel Evropa”, największy hotel w Sarajewie, własność serbskiego kupca Gligorija Jeftanovicia. Rosnący tłum wyładowywał swą złość na serbskich sklepach, rezydencjach serbskich notabli, ośrodkach kultu Serbskiego Kościoła Prawosławnego, szkołach, bankach, siedzibie serbskiego stowarzyszenia kulturalnego Prosvjeta i redakcji gazety Srpska riječ. W rozruchach brali również udział przedstawiciele elit, w tym wielu wojskowych. Tego dnia śmierć poniosło dwóch Serbów. 
Późną nocą porządek przywróciła na krótko szarża kawalerii. Jednocześnie zawarte zostało porozumienie pomiędzy władzami prowincji, reprezentowanymi przez Oskara Potiorka, policją miejską i Kościołem katolickim w osobach biskupa Stadlera i biskupa koadiutora diecezji wszechbośniackiej Ivana Šaricia, w sprawie wykorzenienia „wywrotowych elementów w tym kraju”. Władze miasta wydały proklamację wzywającą społeczność Sarajewa do „wypełnienia swego świętego obowiązku oczyszczenia miasta z wywrotowych elementów”. Proklamacja została wydrukowana i rozlepiona na murach miasta w nocy i wcześnie rano. Zgodnie z oświadczeniem Josipa Vancaša, jednego z sygnatariuszy proklamacji, jej autorem był komisaryczny zarząd Sarajewa, w skład którego wchodzili przedstawiciele władz i baron Karl von Collas.

### 29 czerwca

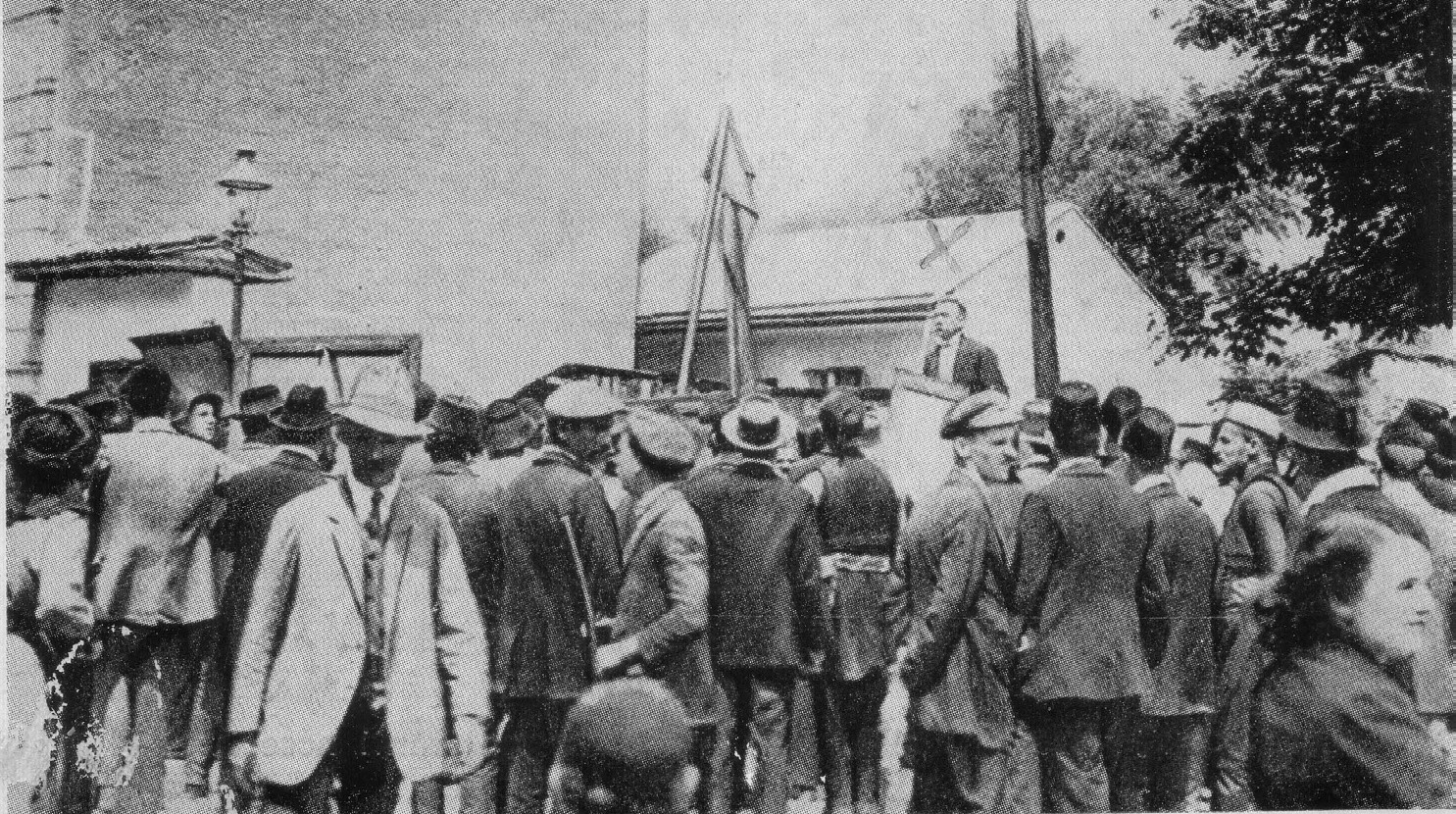
Do tłumu przemawia Josip Vancaš

Tłum, jeszcze bardziej agresywny niż w dniu poprzednim, pojawił się na ulicach około godz. 8. Duże grupy muzułmanów i Chorwatów przemierzały miasto z udrapowanymi kirem flagami państwowymi i portretami cesarza i zabitego arcyksięcia wykrzykując antyserbskie hasła i śpiewając. Miejscowi politycy wygłaszali mowy do tłumu. Josip Vancaš był jednym z tych, którzy przemawiali, nim zajścia zaczęły się na nowo. Wprawdzie jego rola w zajściach nie została ustalona, wiadomo jednak, że część przywódców politycznych odegrała znaczącą rolę w gromadzeniu i kierowaniu tłumów przeciw Serbom. Politycy zniknęli po wygłoszeniu swych mów i wówczas liczne grupy Chorwatów i muzułmanów zaczęły dewastować wszystko, co było serbską własnością. Ich pierwszym celem była serbska szkoła, a następnie sklepy, warsztaty i domy prywatne. Bank należący do Serba został ograbiony, a towary ze sklepów rozwleczone po ulicach.
Wieczorem gubernator Potiorek ogłosił stan wyjątkowy w Sarajewie, a potem w całej prowincji. Akcja ta nie przyniosła spodziewanych rezultatów; tłum nadal atakował Serbów i ich lokale. Oficjalnie informowano, że prawosławny sobór Narodzenia Matki Bożej ocalał dzięki interwencji austro-węgierskich służb specjalnych. W mieście uspokoiło się, dopiero gdy zwłoki Franciszka Ferdynanda i jego małżonki zostały przetransportowane na dworzec. 30 czerwca rząd Austro-Węgier ustanowił dla Sarajewa − odrębnym dekretem − sąd specjalny, uprawniony do wydawania najwyższych wyroków kary za morderstwa i inne poważne przestępstwa popełnione w czasie zajść. 

## Reakcje

### Mieszkańców Sarajewa
Grono znanych polityków z Sarajewa, w tym Jozo Sunarić, Šerif Arnautović i Danilo Dimović, którzy reprezentowali trzy największe w mieście grupy religijne, udało się do Potiorka, domagając się, by powziął kroki, które pozwolą uniknąć podobnych zdarzeń w przyszłości. Sprawa nie była jednak taka prosta: wielu mieszkańców Sarajewa z radością przyjmowało poczynania tłumu, obserwując je ze swych okien i balkonów. Władze donosiły, że uczestnicy zajść cieszyli się powszechnym poparciem nie-serbskiej społeczności miasta.
Serbski pisarz Ivo Andrić nazywał zajścia „sarajewskim szałem nienawiści”.

### Słowiańskich polityków

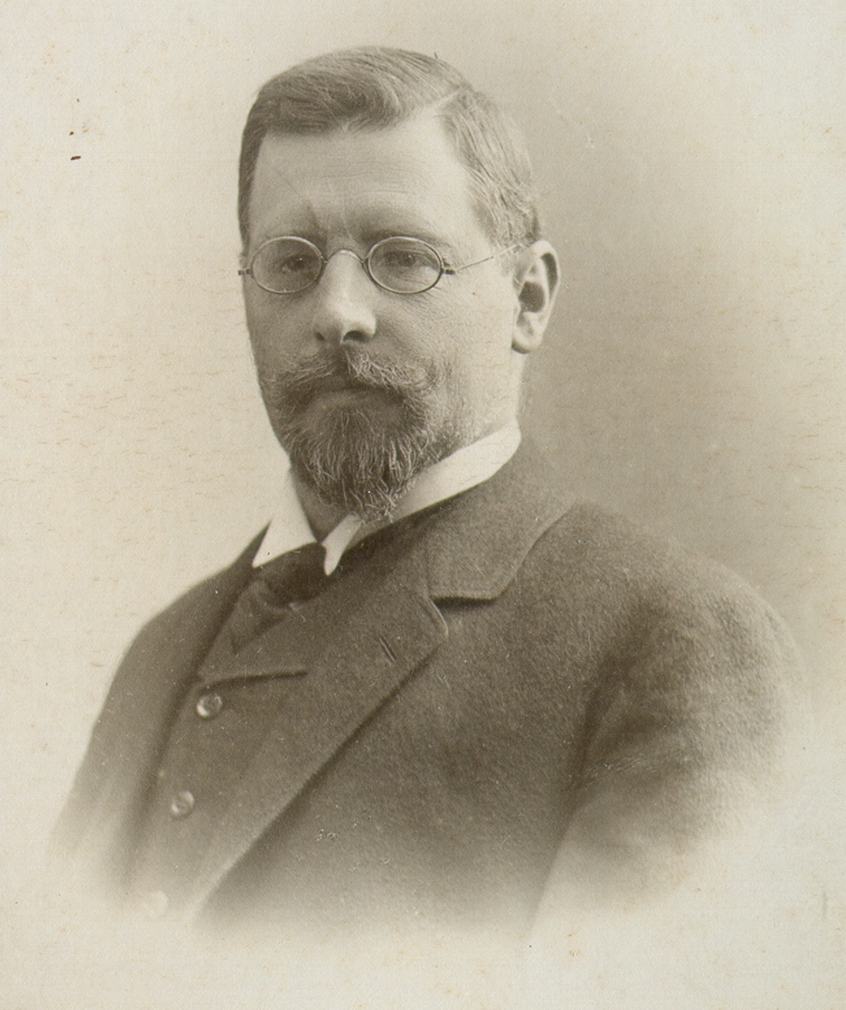
Słoweński przywódca Ivan Šusteršič

Według historyka Christophera Bennetta stosunki pomiędzy Chorwatami a Serbami w cesarstwie nie wymknęłyby się spod kontroli, gdyby władze austro-węgierskie zareagowały. Słoweński skrajnie prawicowy przywódca Ivan Šusteršič wzywał wprawdzie do „roztrzaskania serbskiej czaszki, w której zalęgła się żarłoczna megalomania”, jednak, jeśli nie liczyć słabej prawicy, Słowianie południowi w Austro-Węgrzech, zwłaszcza ci z Dalmacji, a także muzułmańscy przywódcy z Bośni i Hercegowiny, odmawiali brania udziału w antyserbskich rozruchach, lub potępiali je, a niektórzy otwarcie solidaryzowali się z ludnością serbską. Były wśród nich gazety − organy Partii Prawa i Koalicji Chorwacko-Serbskiej − oraz biskupi katoliccy Alojzije Mišić i Anton Jeglič. Na początku lipca stało się jasne, że jedynymi zwolennikami antyserbskich zachowań byli wspierani przez władze reakcjoniści, podczas gdy istniał rodzaj solidarności między Serbami i innymi Słowianami, choć wciąż jeszcze w zalążkowej postaci.

### Mediów i dyplomatów
Prasa rządowa i katolicka Sarajewa podburzała tłum, publikując oskarżycielskie pamflety i powielając plotki, według których „Serbowie posiadali ukryte bomby”. Gazety pisały, że rozruchy to „coś na podobieństwo rosyjskich pogromów”. 29 czerwca konserwatywne pismo wiedeńskie donosiło, że „Sarajewo wygląda jak scena pogromu”. Według niektórych doniesień „policja tolerowała pogrom w Sarajewie”. Według pewnych raportów władze Austro-Węgier pozostawały bierne w czasie, gdy Serbów zabijano, a ich posiadłości palono. Pogromy miały wpływ na stanowisko Rosji. Gazeta rosyjska pisała: „odpowiedzialności za to co się stało nie ponosi Serbia, ale ci, co pchnęli Austrię na Bośnię; moralnym obowiązkiem Rosji jest chronić słowiańską ludność Bośni i Hercegowiny przed germańskim uciskiem”. Według serbskiego historyka Milorada Ekmečicia, jedno z rosyjskich źródeł informowało, że w samym Sarajewie zniszczono ponad tysiąc domów i sklepów.
Włoski konsul w Sarajewie donosił, że zajścia były finansowane przez władze austro-węgierskie. Konsul niemiecki, uchodzący za „przyjaciela Serbów”, napisał, że Sarajewo doświadczyło własnej „nocy świętego Bartłomieja”.

## Pokłosie

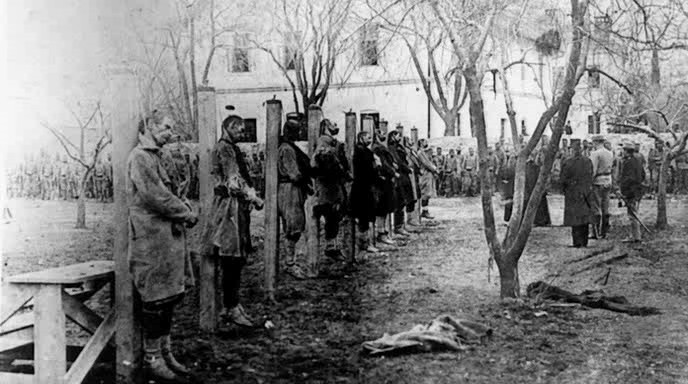
Serbowie powieszeni w Trebinje

Antyserbskie manifestacje i pogromy miały miejsce nie tylko w Sarajewie i Zagrzebiu, ale także w wielu innych większych austro-węgierskich miastach, jak Đakovo, Petrinja czy Slavonski Brod w dzisiejszej Chorwacji, a także Čapljina, Livno, Bugojno, Travnik, Maglaj, Mostar, Trebinje, Zenica, Tuzla, Doboj czy Vareš w dzisiejszej Bośni i Hercegowinie. Władze Austro-Węgier próbowały również organizować antyserbskie demonstracje w Dalmacji, ale bez większego powodzenia i jedynie w Splicie i Dubrowniku na ulice wyszły niewielkie grupki mieszkańców, zaś w Szybeniku obrabowano kilka serbskich sklepów.
Po wybuchu wojny światowej władze austro-węgierskie Bośni i Hercegowiny uwięziły i deportowały około 5500 uznawanych za przeciwników wpływowych Serbów, z których 700-2200 zmarło w więzieniach. 460 osób zostało skazanych na śmierć. Powstała także paramilitarna organizacja „Schutzkorps” składająca się głównie z muzułmanów i zajmująca się prześladowaniem Serbów. W sumie z Bośni i Hercegowiny deportowano około 5200 serbskich rodzin. Były to pierwsze w Bośni i Hercegowinie czystki etniczne, które dotknęły tak znaczą liczbę obywateli ze względu na ich pochodzenie, język i religię − widoczna zapowiedź tego, co miało wydarzyć się w przyszłości.